# Mauchenmühle
Mauchenmühle ist ein Gemeindeteil der Stadt Bad Wurzach im Landkreis Ravensburg in Baden-Württemberg. 

## Beschreibung
Mauchenmühle ist eine Einöde, die ein Wohngebäude, mehrere Scheunen, zwei Wegkreuze und mehrere Teiche umfasst. 

## Geografie
Der Ort liegt nordwestlich von Eggmannsried. Nördlich und östlich verläuft die B 465. Das 11,6 ha große Naturschutzgebiet Mauchenmühle liegt nördlich. Nahebei fließt schon im Gebiet der Nachbarstadt Bad Waldsee die Osterhofer Ach an deren Wende auf nördlichen Lauf in die Umlach.
Die Mauchenmühle liegt auf der Gemarkung Unterschwarzach (Bad Wurzach), ist jedoch bis auf den östlich verlaufenden Gemeindeverbindungsweg vollständig von den Gemarkungen Mühlhausen (Eberhardszell) und Haisterkirch (Bad Waldsee) umschlossen. Im Norden grenzt die Mauchenmühle an das Naturschutzgebiet Mauchenmühle, südlich schließen sich Biotope im Bereich Birkwiesen an.

## Infrastruktur
Die Anbindung Mauchenmühles erfolgt über Gemeindeverbindungswege. Von Süden kommend zweigt kurz nach dem St.-Magnus-Hof ein Gemeindeweg von der Kreisstraße 7933 aus Richtung Osterhofen ab, der nach Mauchenmühle führt. Nördlich besteht eine Gemeindeverbindungsstraße nach Ampfelbronn, und östlich führt ein weiterer Gemeindeweg nach Eggmannsried, wo er am Ortseingang auf die Kreisstraße 7933 trifft. Mauchenmühle verfügt über keine Bahnhöfe, Busanbindungen oder einen Flugplatz.

## Geschichte
Der Ort Mauchenmühle wird 1348 als Muchen die Mùlli erwähnt und seit 1418 mit dem Namen Mauchenmühle umbenannt.